# Pulseira bate enrola

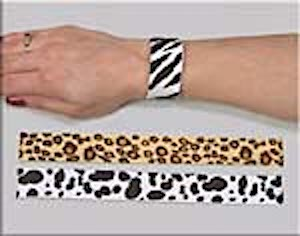
Pulseiras bate enrola

Uma pulseira bate enrola é uma pulseira inventada por Stuart Anders em 1983, vendida originalmente sob o nome "Slap Wrap". Ela consiste em uma mola biestável feita de aço e selada por tecido, silicone, ou plástico. Ela se enrola ao redor do pulso quando esbofeteada nele com alguma força. Elas podem ter diferentes cores e desenhos.